# IRIX
IRIX était un système d'exploitation Unix fondé sur UNIX System V et possédant des extensions BSD, de la société SGI (Silicon Graphics Inc.). IRIX est conçu pour fonctionner nativement sur les machines 32 et 64 bits de type MIPS (processeur RISC), aussi bien sur les stations de travail que sur les serveurs. La dernière version stable date de 2006 et la fin du support de 2013.

## Performances et utilisations
Le système de fichiers XFS a permis à IRIX, avant l'arrivée de systèmes de fichiers plus performants tels que ext4, ZFS, ou btrfs, d'être très compétitif car il était considéré comme étant un des plus avancés dans l'industrie. Avec l'apparition de tels systèmes de fichiers, il est maintenant dépassé, surtout si on le compare aux systèmes d'exploitation supportant nativement ZFS tels que Solaris.
De plus, IRIX a un support très efficace pour tout ce qui touche à l'imagerie (3D, effets spéciaux…).[réf. nécessaire]
Enfin, IRIX a été un des premiers systèmes à intégrer une interface graphique interactive (MEXX était aussi présent sur les précédentes versions UNIX de SGI, mais celles-ci ne portaient pas encore le nom d'IRIX) via NewS une GUI composée d'IrisGL (ancêtre d'OpenGL) et de postscript, suivie plus tard par le fameux X Window et dotée du 4Dwm (Window Manager) ainsi que des bibliothèques Motif.
X11 fut livré sous forme d'un add-on dans les distributions d'IRIX utilisant NewS (IRIX 3.xx).
Depuis août 2006, la version courante est la 6.5.30. Chaque sortie de version inclut deux versions : la première (Maintenance release) inclut des corrections par rapport à la version 6.5 de base et la deuxième (Feature release) inclut de nouvelles fonctionnalités. Remarquons que les versions jusqu'à la 6.5.22 incluse sont gratuites en téléchargement chez SGI et que les dernières versions  requièrent un contrat très coûteux chez SGI.[réf. nécessaire]
Les stations haut de gamme de SGI fonctionnant sous IRIX sont connues pour leur design d'avant-garde et pour leurs couleurs. Parmi celles-ci, on peut citer l'Onyx I et II, l'Octane I et II, ou encore la Fuel.
De même, au niveau serveurs, on retrouve les « Super Calculateurs » de type Origin 2000 (en) et 3000 déclinés en de nombreuses versions.
IRIX est notamment utilisé dans la production et dans la post-production de films d'animation en images de synthèse, avec des logiciels d'effets spéciaux, tels que Flame de Discreet Inc. SGI ayant abandonné les architectures MIPS au profit des processeurs Intel (Itanium 2 pour l'IA64 et Xeon pour le x86), IRIX est actuellement remplacé par des distributions GNU/Linux (Suse, Redhat…).

## Dates de sortie des versions majeures
| Année | Version    |
| ----- | ---------- |
| 1986  | IRIX 3.0   |
| 1990  | IRIX 4.0.2 |
| 1993  | IRIX 5.0   |
| 1994  | IRIX 6.0   |
| 1995  | IRIX 6.1   |
| 1996  | IRIX 6.2   |
| 1996  | IRIX 6.3   |
| 1997  | IRIX 6.4   |
| 1998  | IRIX 6.5   |